# Осада Парижа (1870)
Осада Парижа — осада французской столицы Парижа прусскими войсками в ходе Франко-прусской войны, продолжавшаяся в период с 19 сентября 1870 по 28 января 1871 года. В этой военной операции было задействовано 590 тысяч солдат, и она является самой крупной за всю историю XIX века[уточнить].

## Подготовка к осаде
После победы над французами в битве при Седане была открыта дорога на Париж, и прусская армия двинулась вглубь французской территории. Прусскую армию вёл лично император Вильгельм I. Немецкие силы быстро продвигались и уже 15 сентября были под стенами французской столицы. Сразу же начались приготовления к осаде. 17 сентября прусские войска отбили последние попытки французов спасти пути снабжения Парижа. 18 сентября были окончательно заблокированы все железнодорожные пути сообщения с Парижем, а 19 сентября прусская армия официально приступила к осаде французской столицы.

## Соотношение сил
| Воюющие стороны | Солдат  | Орудий | Убито  | Ранено | Пропало без вести | Пленные |
| --------------- | ------- | ------ | ------ | ------ | ----------------- | ------- |
| Пруссия         | 235 824 | 898    | 2000   | 8600   | 1400              |         |
| Франция         | 350 000 | 2627   | 10 000 | 20 000 | 4000              | 249 142 |
| ВСЕГО           | 585 824 | 3525   | 12 000 | 28 600 | 5400              |         |

## Осада
Париж обороняло около 350 тыс. человек, в том числе 5 тыс. таможенников, сторожей и лесничих, 3 тыс. жандармов, 14 тыс. морских пехотинцев, 2 тыс. зуавов. В расположении парижских защитников имелось 2627 крепостных орудий (из которых на фортах было 1389), 6 плавучих броненосцев, 1 боевая яхта и 9 канонерских лодок. В городе было сосредоточено запасов продовольствия на 12 недель: 30 тыс. быков, 6 тыс. свиней, 180 тыс. баранов.
Во время осады города широко применялась голубиная почта. Сначала голуби летели в Тур, но потом, после перебазирования главного штаба французов в Пуатье, голуби уже направлялись туда. Тур находится в 200 км от Парижа, а Пуатье в 300 км.
Воздушные шары также использовали как метод передачи писем. За весь период осады города было совершено 65 полётов, переправлено 164 пассажира и 11 тонн почты. Стоимость отправки одного письма на воздушном шаре составляла 20 сантимов. В основном все полёты осуществлялись ночью. Не все полёты завершались удачно. Так 2 шара было потеряно в море, шесть шаров было перехвачено немцами при посадке. Случайно был поставлен мировой рекорд по дальности полёта на воздушном шаре. Один шар благополучно приземлился в норвежском лесу. Дальность полёта составила приблизительно 1410 км.
Канцлер Пруссии Отто фон Бисмарк предложил начать беспорядочную бомбардировку Парижа с целью как можно скорее подавить сопротивление французов. Но не все прусские генералы согласились с Бисмарком. Многие стали утверждать, что беспорядочная стрельба по городу приведёт к большому количеству гражданских смертей. Но Бисмарк был непреклонен. Он понимал, что со взятием Парижа последует немедленная капитуляция всей Франции. В Берлин из Великобритании и России всё чаще поступали ноты протеста против этой войны. Канцлер Пруссии, опасаясь вмешательства в войну третьей большой державы, желал любыми средствами как можно скорее закончить её.

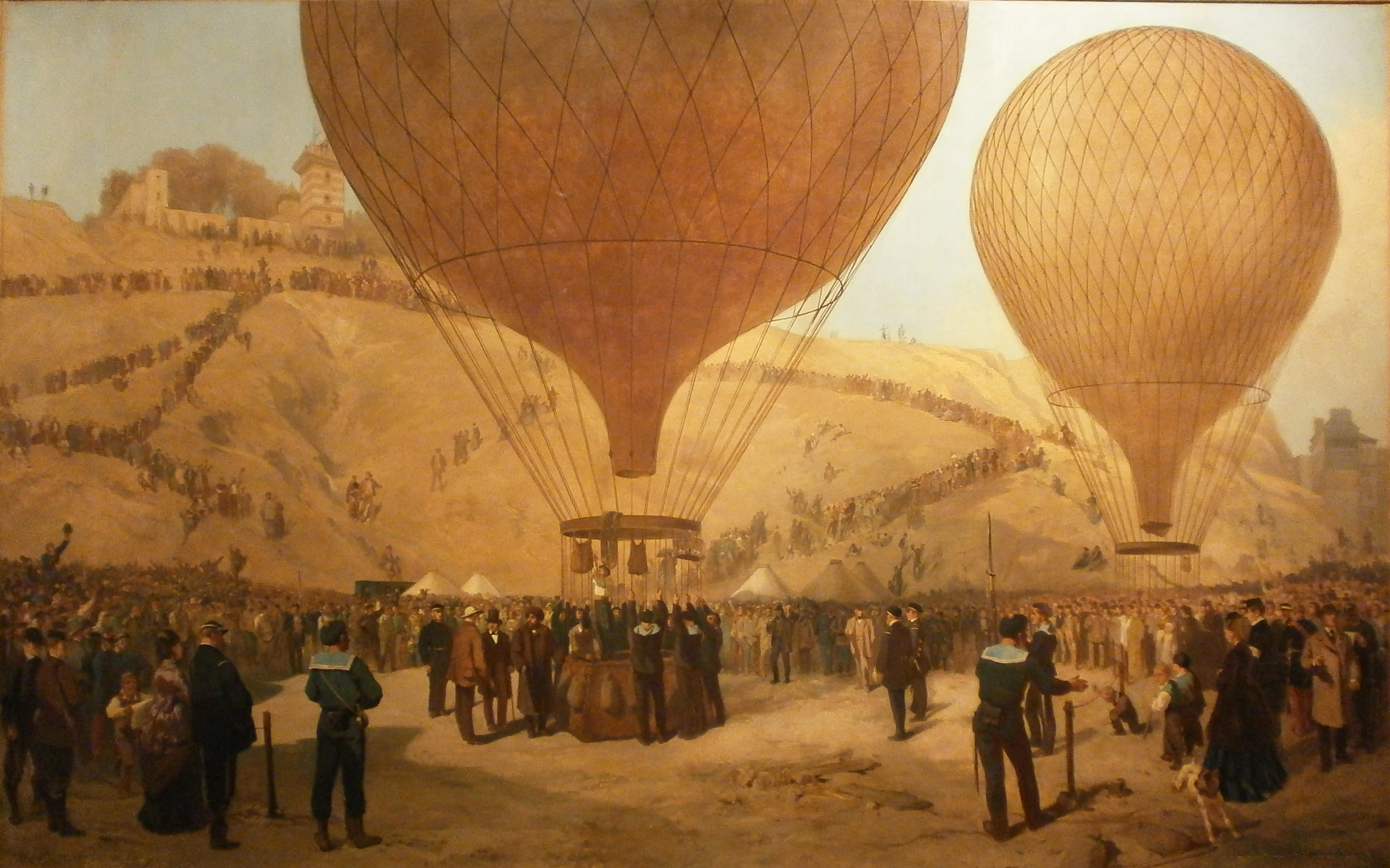
Отправление Гамбетты на воздушном шаре из Парижа

Тем временем главнокомандующий войсками Парижа Трошю понял, что город полностью окружён, союзных войск поблизости нет, и что город предстоит оборонять его армии в одиночку. Боеспособность Национальной гвардии оставляла желать лучшего, а гарнизонные войска были слишком малочисленны, чтобы противостоять немцам. В ходе осады Парижа Трошю допустил много ошибок. Так, вместо того, чтобы препятствовать продвижению немцев, Трошю предполагал, что главнокомандующий немецкой армией Мольтке решит штурмовать город. Французский главнокомандующий надеялся, что штурм немцев обязательно должен провалиться, и только тогда французы смогут перейти в контратаку. Однако Мольтке не планировал штурмовать город, так как он понимал, что обороноспособность Парижа при штурме будет очень высокой и что все немецкие атаки будут отбиты. Как уже раньше упоминалось, немецкие военные отклонили предложение Бисмарка начать бомбардировку города, мотивируя это тем, что это вызовет большое недовольство мировой общественности. Взамен этого был разработан план, по которому предусматривалось держать город в осаде, пока его жители не начнут голодать.
Спустя несколько дней Трошю понял, что штурма не будет. 30 сентября он разрешил двадцатитысячному корпусу предпринять наступление против Третьей немецкой армии с целью хотя бы на время прорвать осаду города. Но атака не принесла ожидаемых результатов. 13 октября к прусским войскам, осаждавшим Париж, подошли подкрепления — баварские отряды.
29 октября генерал Карре де Бельмар, командующий северной крепостью Парижа, без вышестоящих приказов атаковал прусские войска в Ле Бурже. Атака была неожиданной, и прусские войска покинули этот северный пригород Парижа. Мольтке отдал приказ незамедлительно вернуть этот пригород под контроль прусских войск. После битвы при Ле Бурже прусские войска сумели вернуть себе потерянную территорию. И хотя Ле Бурже не представлял ни географического, ни военного интереса, в Париже весть о повторном падении Ле Бурже вызвала большое уныние.
Париж уже начинал голодать, и на Трошю, как главнокомандующего военными силами столицы, легла большая ответственность за дальнейшую судьбу города. 30 ноября была предпринята одна из последних попыток прорвать кольцо окружения. 80 тысяч французов атаковали вюртембергские войска. Но атака закончилась неудачей.
В течение зимы в прусском штабе начали возникать напряжённые отношения. Ответственные за осаду города Мольтке и Блюменталь начали беспокоиться по поводу затянувшейся осады. Слова Бисмарка о бомбардировке города всё чаще звучали в прусских штабах. Время шло, и беспокойство среди прусских военачальников всё более возрастало. Немцы боялись, что французы, видя нерешительность прусской армии под Парижем, захотят взять реванш в войне. Новые армии создавались во Франции с поразительной скоростью. Бисмарк очень боялся, что Франция сможет в любой момент убедить любую сильную державу на континенте напасть на Пруссию (с этой миссией в Петербург был отправлен Адольф Тьер, чтобы уговорить царское правительство выступить на стороне Франции, но Александр II не принял его предложения). Вскоре для главнокомандующего Мольтке нашлась новая причина для переживаний: зимой было затруднительно осуществлять поставки продовольствия и вооружения немецким частям, осаждавшим Париж. Голодали и парижане, и держащие их в осаде немцы. Из-за недоедания и сильных морозов прусские солдаты сильно ослабели. Вскоре в немецкой армии вспыхнул туберкулёз. Кроме того, Мольтке был вынужден всё время снимать часть солдат, осаждавших город, для отражения нападения других французских армий.
К середине зимы в Париже закончились запасы продовольствия и топлива. Жители города срубили все деревья в парках для отопления в квартирах. На улицах города нельзя было встретить ни одной собаки или кошки: всех их уже съели парижане. Единственная пара слонов в городском зоопарке также была употреблена в пищу.

### Бомбардировка Парижа

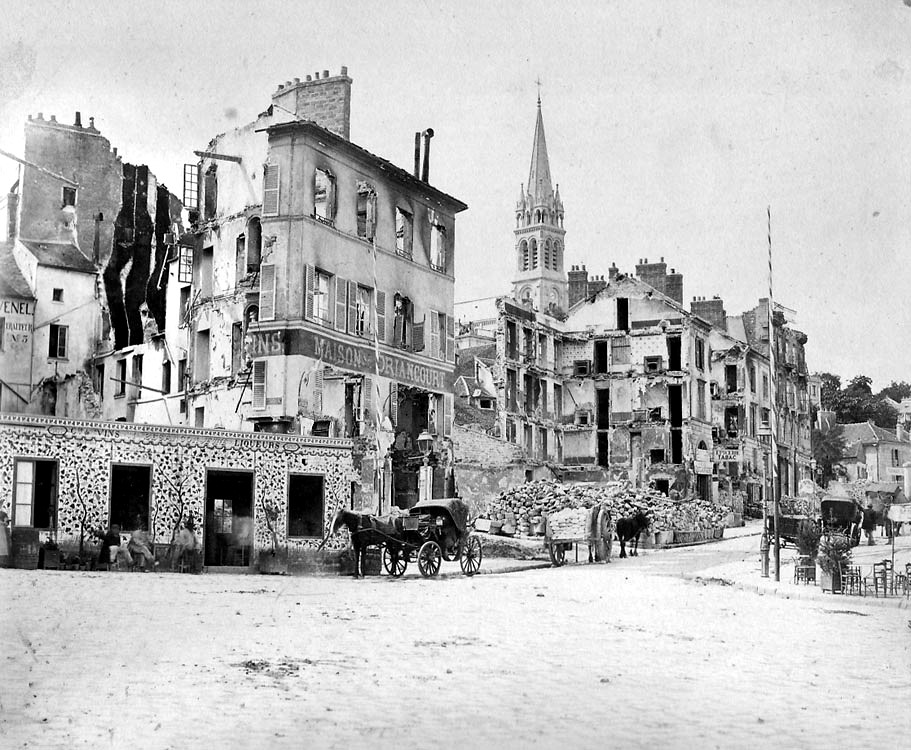
Сен-Клу после бомбардировки во время битвы при Шатийоне

5 января 1871 года, под давлением Бисмарка, опасавшегося того, что война затянется, немецкие войска начали обстрел города. За 23 ночи по Парижу было выпущено 12 000 снарядов, в попытке сломить мораль парижан. Атаке на сам город предшествовала бомбардировка южных фортов с высот Шатийона 5 января. В тот день орудия фортов д’Исси (фр. Fort d'Issy) и Ванв (фр. Fort de Vanves) были подавлены непрерывным обстрелом, что позволило прусской артиллерии приблизиться на 700 метров ближе к Парижу. Это сыграло решающую роль, так как с предыдущей позиции орудия могли достигать лишь окраин города. Первые снаряды упали на Левый берег в тот же день.
Прусские артиллеристы нацеливали свои орудия на максимальные углы и увеличивали заряд, чтобы достичь беспрецедентной дальности. Тем не менее, хотя снаряды достигали моста Нотр-Дам и острова Сен-Луи, ни один из них не долетел до Правого берега. До 20 000 беженцев покинули Левый берег, что еще больше усугубило и без того перенапряженные запасы продовольствия в округах Правого берега. Купола Пантеона и Дома Инвалидов часто становились целями артиллеристов, и окрестности этих зданий сильно пострадали. Снаряды также попали в больницу Сальпетриер и театр Одеон (тогда использовавшийся как госпиталь), что заставило некоторых думать, что пруссаки намеренно нацеливались на больницы. Немецкий главнокомандующий Мольтке, отвечая на жалобу по этому поводу от Трошю, заявил, что он надеется вскоре приблизить артиллерию, чтобы его артиллеристы могли лучше различать флаги Красного Креста.
Около 400 человек погибли или были ранены в результате бомбардировки, которая «мало повлияла на дух сопротивления в Париже». Делесклюз заявил: «Французы 1870 года — это сыновья тех галлов, для которых сражения были праздником». Уровень разрушений не соответствовал ожиданиям прусской армии. Снаряды часто наносили мало вреда зданиям, в которые попадали, и многие падали в открытых пространствах, вдали от людей. Английский наблюдатель Эдвин Чайлд писал, что он «всё больше убеждался в невозможности эффективной бомбардировки Парижа, так как дома были построены из таких прочных каменных блоков, что их можно было уничтожить только по частям. Одна бомба просто смещает один камень, несмотря на их огромный вес…».

## Капитуляция Парижа
19 января 1871 г. французами была предпринята последняя попытка прорвать окружение города. Битва при Бюзенвале стала одной из последних битв франко-прусской войны. 90 000 французских солдат предприняли отчаянную атаку на прусский штаб к западу от Парижа. Но и эта атака, как практически все вылазки из города, были отбиты немецкой армией. Французские генералы, видя бесперспективность дальнейшего сопротивления, капитулировали с 249 142 защитниками города.
До 28 января Париж бомбардировали из крупнокалиберных орудий. Всего за несколько дней городу был нанесён ущерб больший, чем за все предыдущие и последующие осады. 28 января город окончательно капитулировал.
18 января в Версале Вильгельм I объявил о создании Германской империи, а себя объявил единоличным правителем — германским кайзером. Так Пруссия окончательно закрепила свою победу. К Северогерманскому союзу были присоединены несколько южногерманских государств.
17 февраля 1871 года прусская армия устроила небольшой парад победы в Париже. Бисмарк соблюдал перемирие, подписанное вскоре после сдачи Парижа, и даже посылал гуманитарную помощь парижанам.